# Dalbergia mimosella
Dalbergia mimosella là một loài thực vật có hoa trong họ Đậu. Loài này được (Blanco) Prain miêu tả khoa học đầu tiên.